# القوات الجوية التركية
القوات الجوية التركية (سلاح الجو التركي) (بالتركية: Türk Hava Kuvvetleri) هو فرع من القوات المسلحة التركية يعود تاريخ سلاح الجو التركي إلى يونيو 1911م عندما قامت بتأسيسه الإمبراطورية العثمانية، وفق ذلك فَإن القوة الجوية كما تُعرف اليوم لم تظهر إلى الوجود حتى عام 1923م مع تأسيس جمهورية تركيا. تعتبر القوات الجوية التركية اليوم ثالث أكبر قوة جوية في حلف الناتو.
في عام 1998م أعلنت القوات المسلحة التركية عن برنامج تحديث بقيمة 160 مليار دولار أمريكي على مدى عشرين عاماً في مشاريع مختلفة. تم تخصيص 45 مليار دولار أمريكي للإصلاح الشامل للقوات الجوية التركية، ويشمل ذلك شراء طائرات مقاتلة جديدة (تتكون من مقاتلات شبح متعددة الأدوار والجيل الخامس) وطائرات هليكوبتر (تتكون من طائرات هليكوبتر للرفع الثقيل والهجوم ورفع متوسط وطائرات هليكوبتر خفيفة للأغراض العامة).
وفقًا لمجلة الطيران الدولي والمعهد الدولي للدراسات الإستراتيجية، فإن القوة الجوية التركية تمتلك قوة نشطة تبلغ 50,000 فرد عسكري وتشغل ما يقرب من 1،248 طائرة مُأهلة (إحصائيات عام 2020).
أول طيار أسود في العالم (أحمد علي تشليكتن) وأول طيار مقاتل أنثى (صبيحة كوكجن) خدما في القوات الجوية التركية.

## التاريخ

### المراحل الأولى
يعود تاريخ الطيران العسكري العثماني إلى ما بين (20 يونيو 1909م - 1 يوليو 1911م) . شاركت أسراب الطيران العثمانية في حروب البلقان (1912م-1913م) والحرب العالمية الأولى (1914م-1918م) وبلغ حجم الأسطول ذروته في ديسمبر كانون الأول عام 1916م، عندما كان لدي الطيران العثماني 90 طائرة قتالية نشطة.
بعد نهاية الحرب العالمية الأولى واحتلال الإمبراطورية العثمانية من قبل الحلفاء في عام 1919م، حاول بعض الطيارين الأتراك بناء وحدات جديدة في إسطنبول وازمير وقونيا ودياربكر وإيلازيج بطائرات متبقية من الحرب العالمية الأولى، وحاولوا جمع موظفي الطيران. [11] وخلال حرب الاستقلال التركية انضم الطيارون الأتراك الي محطة قونية الجوية (قونية هافا İstasyonu). مع تشكيل الجمعية الوطنية الكبرى (GNA) من قبل مصطفى كمال ورفاقه في 23 نيسان، 1920م في أنقرة، وإعادة تنظيم الجيش، وأنشئ فرع للقوات الجوية (Kuva يي Havaiye Şubesi) تحت مكتب الحرب (Harbiye Dairesi) التابع للجمعية الوطنية الكبري.
في يوليو 1922، أعيد تنظيمها لتصبح مفتشية القوات الجوية (Kuva-yı Havaiye Müfettişliği) في قونية.

### التفتيش للقوات الجوية
بعد إعلان الاستقلال والسيادة وفقا لمعاهدة لوزان وتأسيس الجمهورية التركية في 29 تشرين الأول 1923، وأدلى النهج لتشكيل قوة الجوية الحديثة. يتألف في الأصل من 3 1 وحدة طبيعية والطيران البحري، ومدرسة الهواء، وتمت زيادة عدد الوحدات إلى 10 عادية و3 وحدات الطيران البحرية. [13] وابتداء من عام 1924، وأرسلت موظفين إلى الخارج لتعليم الطيران. وفي وقد أعادت 1925 في مدرسة للطيران في اسكيشهر وطلاب تخرجوا في دورته الأولى في العام نفسه. وأعيد تنظيم مفتشية القوات الجوية وUnderdecretariat وزارة الدفاع في عام 1928 وعثر على مدارس جديدة لغير الموظفين التجريبية. أرسلت] بعض أفراد إلى المملكة المتحدة وفرنسا للتدريب، وتم إرسال آخرين إلى الولايات المتحدة وإيطاليا في عام 1930
يوم 1 يوليو 1932، اعتبرت أفواج الهواء لتكون الذراع مكافحة منفصلة وبدأ تدريب موظفيها. والطيارين التركية بدأت في ارتداء الزي الأزرق من عام 1933. [13]

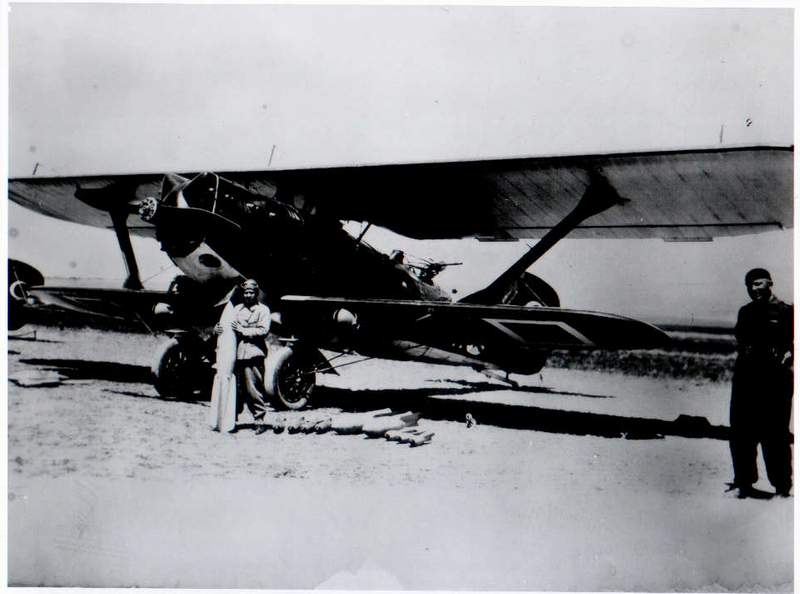
صبيحة كوكجن يحمل قنبلة أمام عينيها بريكو 19، قبل لحظات من اقلاعها لأكثر من عملية القصف درسيم.

صبيحة كوكجن أصبحت أول امرأة طيار في التاريخ العسكري في عام 1937. آخر حدث رئيسي في عام 1937 اُنشأت كلية الحرب الجوية (هافا Akademisi القيثارة)

### قيادة القوات الجوية
بحلول عام 1940، كان لواء الجو التركي أكثر من 500 طائرة قتالية في حوذته، لتصبح أكبر قوة جوية في منطقة البلقان والشرق الأوسط. المطلوب [13] والمخزون المتزايد من ألوية جوية أخرى التغيير الهيكلي، والتي صنعت في عام 1940. [ اتحدت 13] الجوية التابعة لوزارة الدفاع الوطني للشؤون اللوجستية، وهيئة الأركان العامة للشؤون التعليمية لتشكيل قيادة القوة الجوية (هافا Kuvvetleri Komutanlığı) في عام 1944. [13] وهكذا، أصبحت القوات الجوية فرع مستقل من القوات المسلحة التركية. أول قائد لسلاح الجو التركي كان اللواء محمد زكي دوغان.
تركيا لم تدخل الحرب العالمية الثانية إلى جانب الحلفاء حتى فبراير 1945. ومع ذلك، ذهبت للقوات المسلحة التركية في حالة تأهب كامل وأعدت للحرب بعد التحالف العسكري بين بلغاريا المجاورة ودول المحور التي كانت ذات طابع رسمي مارس 1941، واحتلال اليونان المجاورة من قبل دول المحور في نيسان 1941. في غضون سنة، وكان يحيط حدود تركيا من قبل القوات الألمانية في الشمال الغربي والغرب، والقوات الإيطالية في جنوب غرب البلاد. أدلى لسلاح الجو التركي على الطلعات الجوية الاستطلاعية اليومية بلغاريا واليونان والجزر اليونانية في بحر إيجة، وجزر الدوديكانيز الذي ينتمي ثم إلى إيطاليا، لرصد مواقع قوات المحور. وكانت مظلمة في المدن الكبيرة في غرب تركيا في ليال، ونشرت مدافع مضادة للطائرات والكشافات للدفاع ضد طائرات العدو ممكن. واستخدمت تقريبا جميع الأموال المتوفرة في خزينة الحكومة التركية لشراء أسلحة جديدة من أي مزود متاح في العالم. تسلمت القوات الجوية التركية أعداد كبيرة من الطائرات الجديدة في هذه الفترة، بما في ذلك سوبرمارين العصبي Mk.I / V / تاسعا / التاسع عشر، كيرتس فالكون CW - 22R / B، Fairey معركة - I، أفرو أنسون - I، هوكر إعصار I / II، Morane سولنييه - MS406، كيرتس توماهوك P - 40، كيرتس Kittyhawk P - 40، ويستلاند ويستلاند ليساندر، B - 24D الموحدة المحرر B - 24، بريستول بلينهايم الرابع / الخامس، الشقيف بريستول، بريستول Mk.I Beaufighter / X، فوك وولف مهاجم - 190 - A3، مارتن 187 بالتيمور، دي هافيلاند DH.98 البعوض Mk.III / الرابع، دوغلاس B - 26B / C الغازي، P - 47D الصاعقة ودوغلاس C - 47A / B داكوتا.
وأعيد تنظيم المدرسة الماكنه الجوية (هافا Makinist Okulu) ومدرسة لصيانة الطائرات (هافا Uçak Bakım Okulu) في 2 يناير 1950 [16] لتوحيد المدارس مسؤولة عن عدم تدريب الطيارين العاملين في سلاح الجو. [15] وفي عام 1950 تقرر أيضا لترقية أسطول القوات الجوية من خلال إدراج الطائرات. [15] تم إرسال ثمانية طيارين إلى الولايات المتحدة لتدريب الطيارين الطائرة. [15] وتخرج في عام 1951 وبدأ التدريب النفاثة الطيارين في سلاح الجو التركي. [15] وفي في نفس العام، تأسست في جناح المقاتلات 9 (9 uncu انا جيت Üssü) في باليكسير والجناح تركيا مقاتلة الأولى؛. و 191، 192، وأسراب 193 يجري تلك الأولى التي أقيمت [15] مزيد من التدريب في الولايات المتحدة تليها، تصيب عادة مصنعين النفاثة. في عام 1951 تم تشكيل سلاح الجو أكاديمية مع دمج بعض المدارس في الهواء اسكيشهر وقبضتها العام الدراسي بدأ في 1 تشرين الأول 1951. [17]
في الحرب الكورية، تم تعيين الطيارين التركية بعثات استطلاعية [بحاجة لمصدر].
عند إدراج تركيا في حلف شمال الأطلسي في عام 1952، تم تسريع عملية التحديث.
في عام 1956 تأسست هافا Kolordu Eğitim Komutanlığı (الهواء تعليم قيادة فيلق) وأجمعت جميع مراحل التعليم بموجب هذا الأمر. تمت إعادة تسمية الأمر كما هافا Eğitim Komutanlığı (الهواء تعليم القيادة) في عام 1957. [15]
في عام 1962 تأسست هافا Taktik Kuvveti (التكتيكي للقوات الجوية) عن طريق رفع مستوى Tümens هافا (وحدة الهواء) لتنظيم مستوى السلك.
في عام 1974 كان يعمل في القوات الجوية في حرب قبرص. [15]
مع وصول 3 طائرات مقاتلة الجيل في عام 1980، أعيد تنظيم سلاح الجو. [15]
وأحاطت القوات الجوية تشارك في عملية القوة المتعمدة لعام 1995 وعملية قوة الحلفاء عام 1999، وشاركت لاحقا في مهمة حفظ السلام للامم المتحدة في البوسنة والهرسك، وتوظيف سربين (واحدة في الجناح المقاتل غيدي، وبعد عام 2000 واحد في أفيانو مقاتلة جناح) [15] وعادوا إلى تركيا في عام 2001. في عام 2006، تم نشر 4 طائرات مقاتلة تركية من طراز F - 16 التابعة للحلف البلطيق عملية الشرطة الجوية.

## حلف شمال الأطلسي

### الناتو تقاسم النووية
تركيا هي واحدة من الدول الخمس الأعضاء في حلف شمال الأطلسي التي هي جزء من السياسة النووية لتقاسم التحالف، جنبا إلى جنب مع بلجيكا وألمانيا وإيطاليا وهولندا. يتم استضافتها [18] ما مجموعه 90 قنابل نووية B61 في قاعدة انجيرليك الجوية، ويتم تخصيص 40 منها للاستخدام من قبل سلاح الجو التركي في حال نشوب نزاع نووي، ولكن استخدامها يتطلب موافقة حلف شمال الأطلسي. اعتبارا من عام 2010 [التحديث]، والولايات المتحدة تفكر في سحب هذه القنابل النووية من تركيا، ومن عدة مواقع أجنبية أخرى في أوروبا. [20]

### حلف شمال الأطلسي قيادة قوات الحلفاء الجوية مكون ازمير
منذ 11 أغسطس 2004، ويقع مقر قيادة حلف الناتو الحلفاء المكون الجوي للجنوب أوروبا، والمعروفة سابقا باسم AIRSOUTH، في ازمير، تركيا. [21]
منضما CC - طيران حلف شمال الأطلسي في إزمير المقر المشترك للحلفاء نابولي قيادة القوة المتمركزة في نابولي، إيطاليا. [22]
اعتبارا من شهر ديسمبر 2009 [التحديث]، قائد قوات الحلفاء الجوية إزمير حلف شمال الأطلسي قيادة المكون، هو رالف Jodice [23].

## مشاريع التحديث

### طائرات مقاتلة

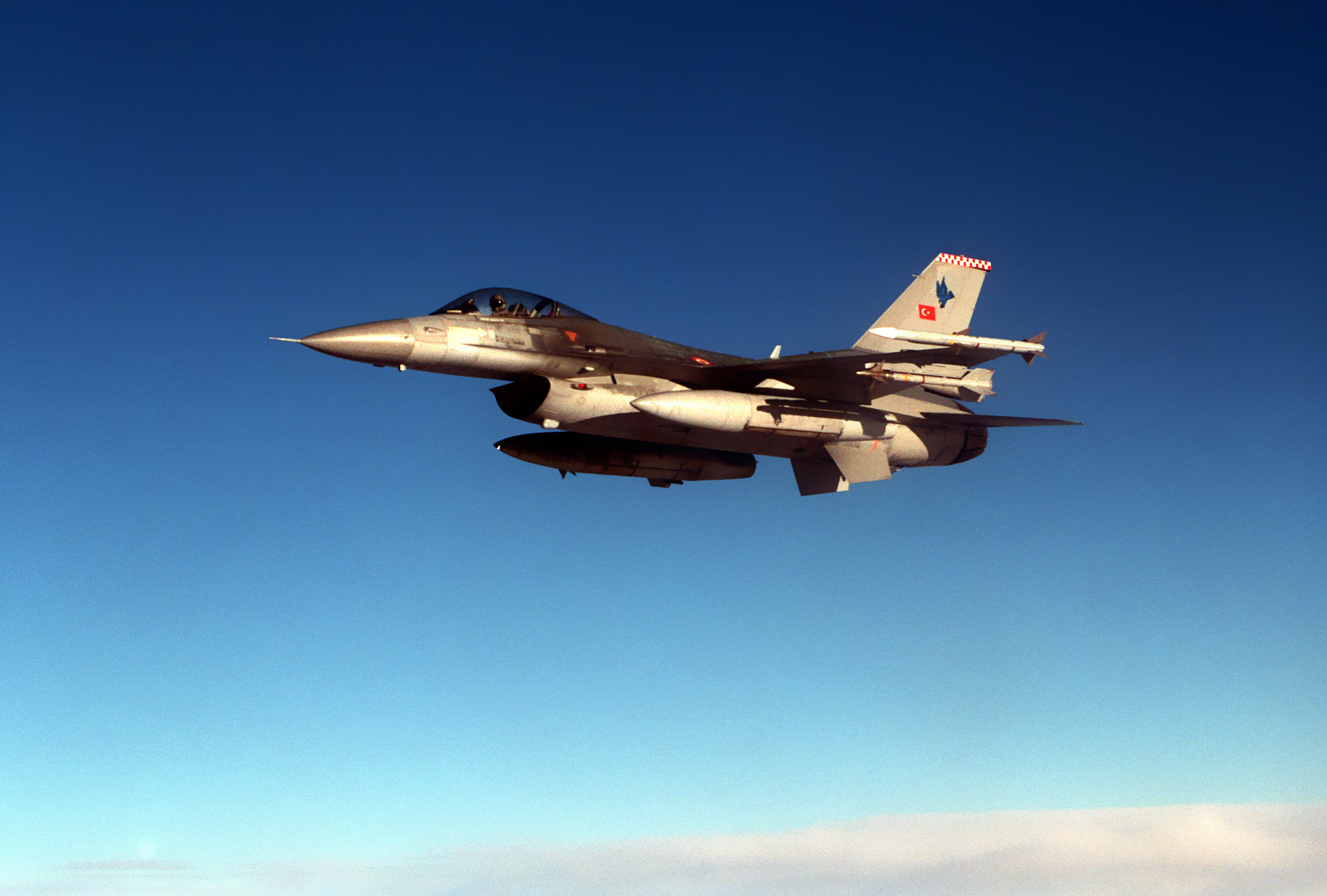
في F - 16C تابعة للقوات الجوية التركية، التي بناها التركي صناعات الطيران والفضاء.

في عام 1984 تم تأسيس صناعات الطيران التركية (TAI)، لإنتاج الطائرات المقاتلة محليا بموجب ترخيص؛ بما مجموعه 232 F - 16 فالكون (بلوك 30/40/50) طائرة لسلاح الجو. سلاح الجو تلقى سابقا 8 من طراز F - 16S التي تم شراؤها مباشرة من الولايات المتحدة، ليصل عدد إجمالي من طراز F - 16S التي تلقاها لسلاح الجو إلى 240 [26] TAI حاليا ببناء 30 جديدة من طراز F - 16 بلوك 50 + الطائرات لTuAF [27] [28]، وتطبيق الترقية CCIP على أسطولها الحالي من كتلة 30/40/50 F - 16S التي ستجمع كل منهم إلى بلوك 50 + القياسية. [26] [29] [30] [31] تم تصديرها أيضا عشرات TAI الصنع من طراز F - 16S إلى البلدان الأخرى، ولا سيما في الشرق الأوسط. وقد تم تصدير ما مجموعه 46 TAI الصنع من طراز F - 16S لسلاح الجو المصري في إطار برنامج السلام رابعا المتجهات (1993-1995)، مما يجعل تاي ثاني أكبر زبون F - 16 بعد لسلاح الجو التركي. [32] تركيا هي واحدة من خمس دول فقط في العالم التي تنتج محليا من طراز F - 16 فالكون القتال [26].
بدأت القوات المسلحة التركية التصنيع بقيمة 160 مليار دولار برنامج التحديث (باستثناء الميزانية السنوية العسكرية) في عام 1997. وقد تم تخصيص 45 مليار دولار للذهاب إلى إصلاح شامل لسلاح الجو التركي. كجزء من هذا البرنامج، أنقرة تهدف إلى ابتكار الطائرات القتالية الجديدة (التي تتكون من كتلة CCIP F - 16 50 +، F - 35 البرق الثاني، وربما أيضا يوروفايتر تايفون) [33] وطائرات الهليكوبتر (التي تتكون من الثقيلة، والهجوم والمتوسطة رفع ومروحيات خفيفة للأغراض العامة).
في 11 تموز، 2002 أصبحت تركيا الشريك المستوى 3 من طراز F - 35 المقاتلة جوينت سترايك (JSF) برنامج التنمية، ويوم 25 يناير، 2007، انضمت تركيا رسميا مرحلة الإنتاج من البرنامج للمساهمة في المشروع، واتفقا مبدئيا على شراء 116 [24 ] [25] F - 35A طائرة البرق الثانية. [33]

### طائرات التزود بالوقود من الجو للتزود بالوقود

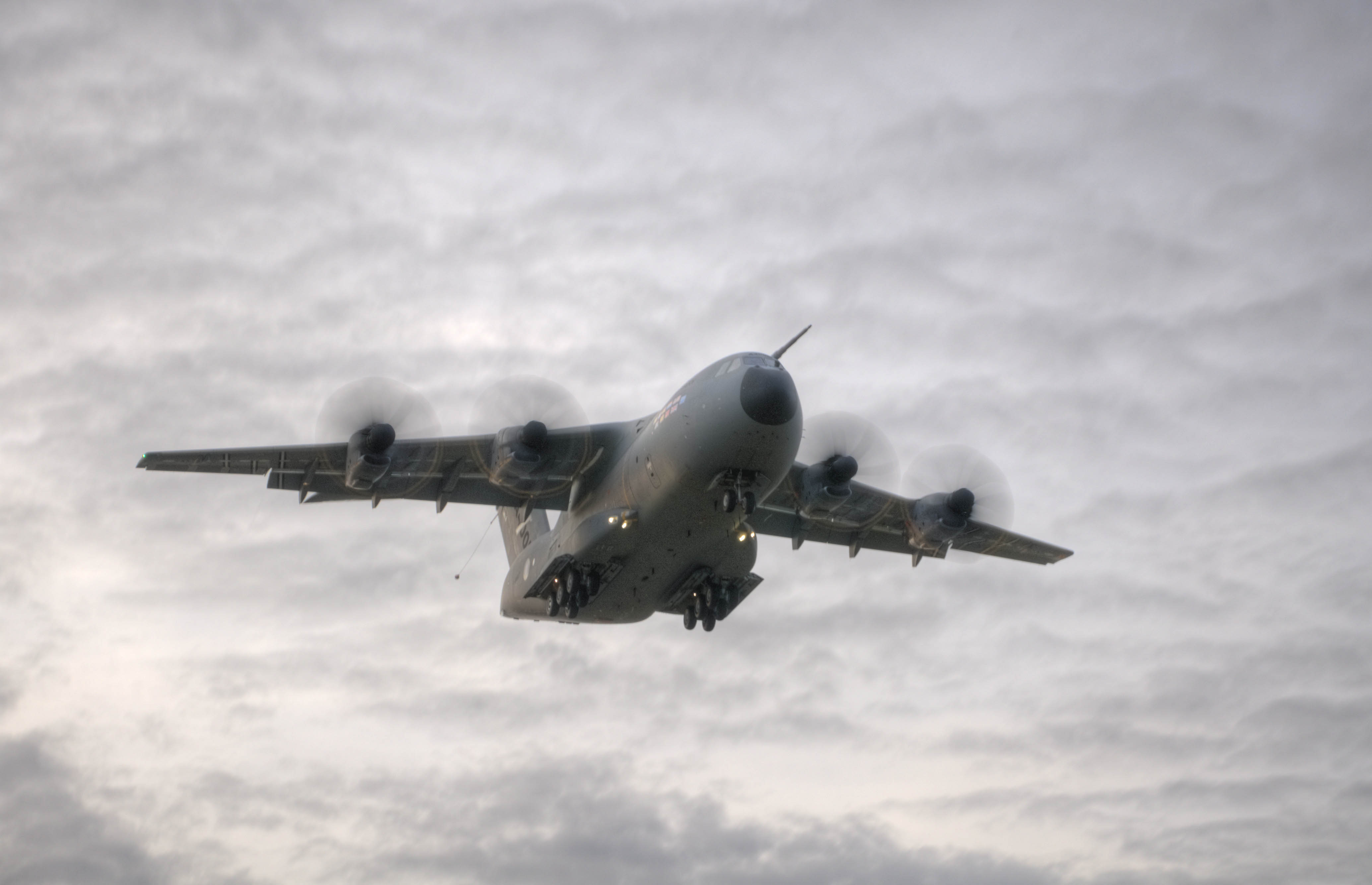
إيرباص A400M

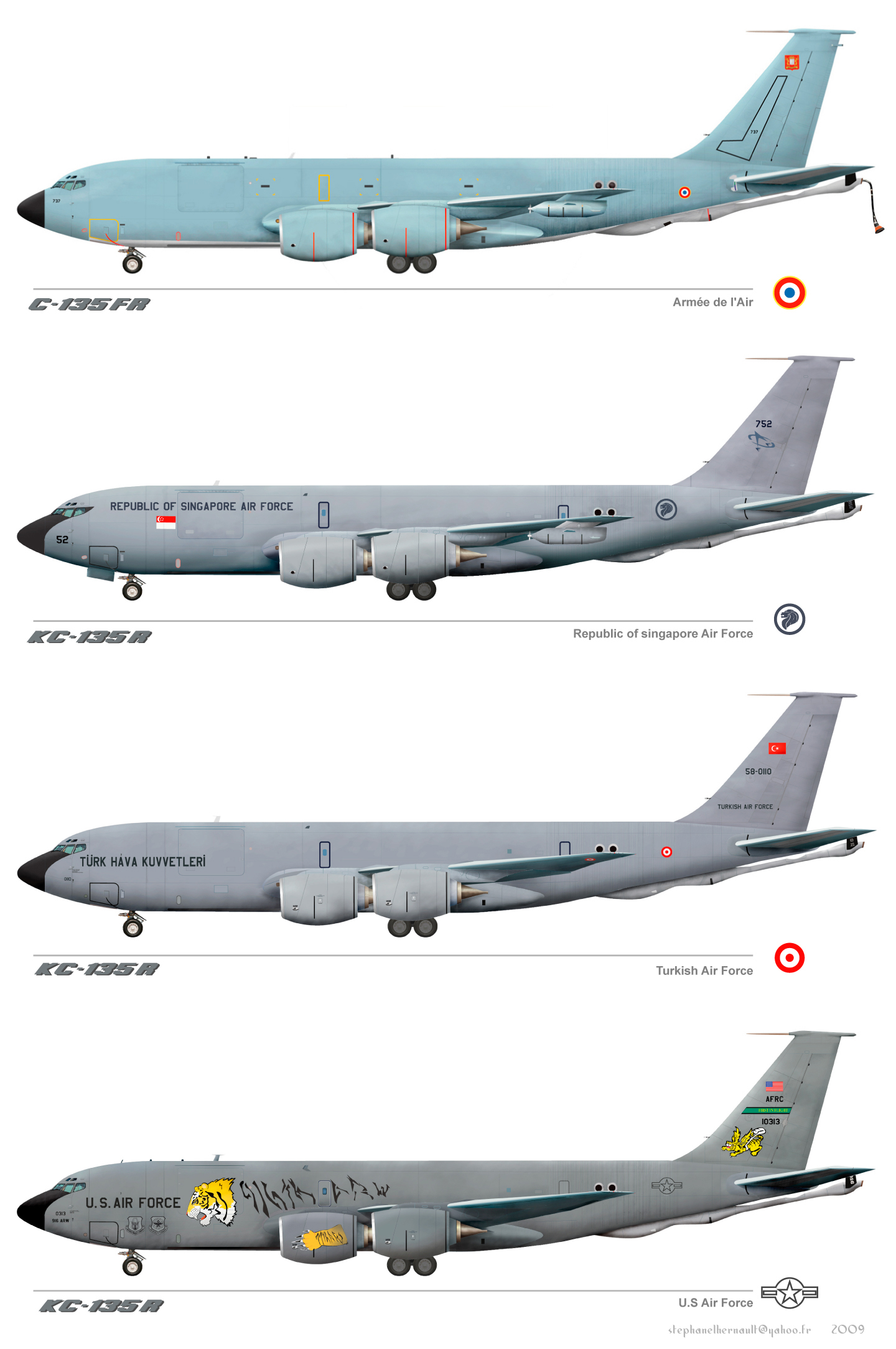
نظام الطلاء لسلاح الجو التركي بوينغ كيه سي -135 مقارنة المتغيرات KC - 135 الأخرى التي تستخدمها فرنسا وسنغافورة والولايات المتحدة.

في عام 1994 أجرت القوات الجوية التركية اثنين من طراز بوينغ كيه سي -135 طائرات من الولايات المتحدة وقعت صفقة لشراء سبع KC - 135R - حنجرة Stratotanker الجوي طائرات ناقلة للتزود بالوقود. [34] وبعد وصول جميع الطائرات السبع التي تم شراؤها، وهما المؤجرة أعيدت KC - 135Rs إلى الولايات المتحدة. [34] وتعمل هذه KC - 135R - حنجرة Stratotanker الجوي طائرات الناقلة للتزود بالوقود لسلاح الجو التركي من السرب 101، والذي يتمركز في قاعدة انجيرليك الجوية. [34]
كما أن تركيا دولة شريكة في برنامج A400M ايرباص. على الرغم من أن A400M هو أساسا الطائرات الثقيلة رفع تكتيكية، فإنه يمكن أيضا أن تتحول إلى طائرة صهريج لاعادة التزود بالوقود من الجو في وقت قصير. أمرت TuAF مجموعه طائرات A400M عشرة. [35]

### الإنذار المبكر المحمول جوا والتحكم (AEW & C) طائرات

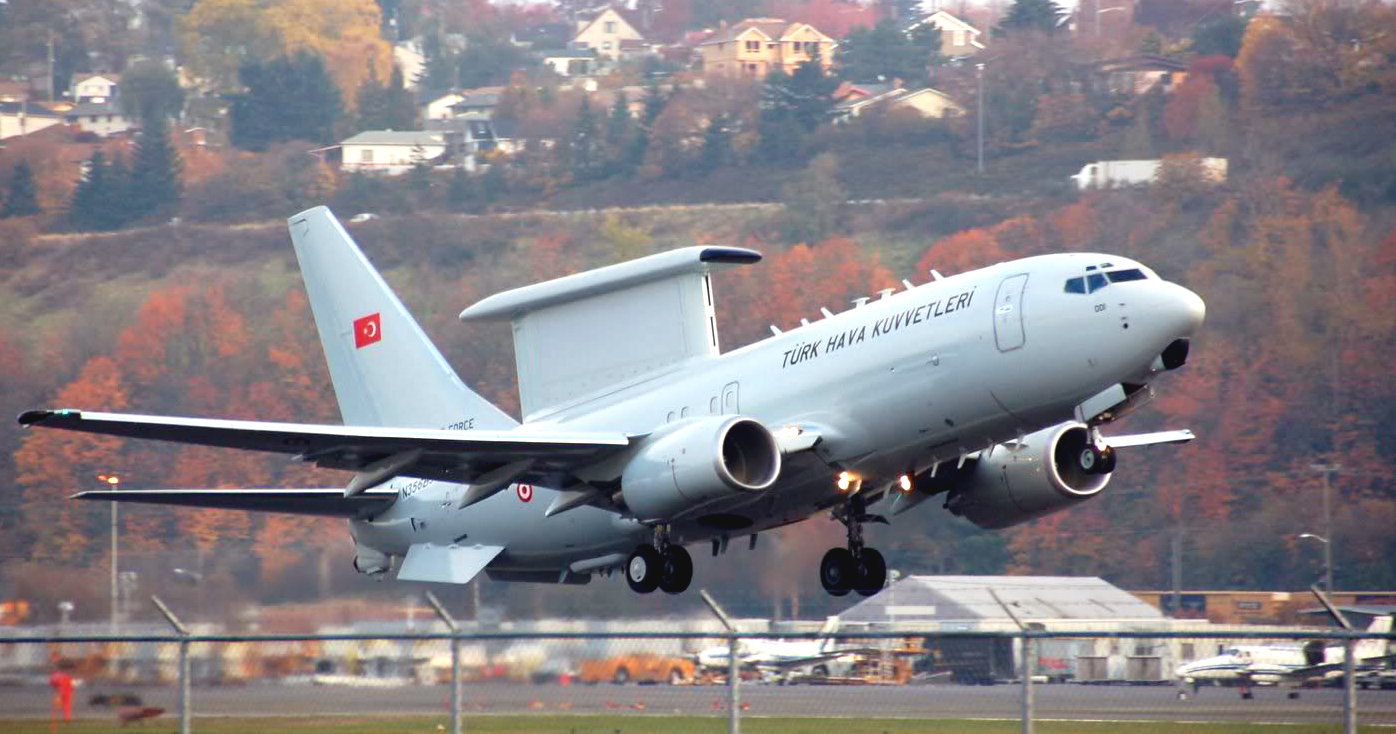
بوينغ 737 (AEW&C)و بوينغ 737 AEW & C MESA النسر السلام

أمرت مجموعه أربعة طائرات بوينغ 737 (AEW&C) وطائرة C MESA السلام النسر (جنبا إلى جنب مع أنظمة الدعم الأرضي) من قبل سلاح الجو التركي، مع خيار لشراء اثنين من أكثر الطائرات. الصناعات الجوية التركية (TAI) هو الباطن الرئيسي ل، وإنتاج قطع غيار للسلام النسر الطائرات التجمع، وتعديل والاختبارات. آخر الباطن، Havelsan، هي المسؤولة عن تحليل النظام ودعم البرامج. [36]
يتم تعديل النسر السلام (1) واختبارها من قبل أنظمة الدفاع المتكاملة بوينغ في سياتل، واشنطن، الولايات المتحدة الأمريكية. يتم تعديل السلم النسر 2 و3 و4 واختبارها في مرافق TAI في أنقرة، تركيا، بمشاركة من شركة بوينغ وعدد من الشركات التركية. اعتبارا من عام 2006، وكان من المقرر الأربعة السلام طائرات النسر ليتم تسليمها في عام 2008. [37] واعتبارا من منتصف عام 2007، وتكامل النظم الجارية وشهادات صلاحية الطائرات للطيران واصلت أعمال. في سبتمبر 2007، أكملت شركة بوينغ الرحلة أول اختبار لتركيا AEW & C 737. [38]
في 4 حزيران 2008، أعلن أن الصناعات الجوية التركية أكملت أول تعديل في البلد وهي من طراز بوينغ 737-700 لفي إنذار المبكر والسيطرة المحمولة جوا (AEW & C) منصة لبرنامج تركيا النسر السلام. [39]

### طائرات بدون طيار (UAV / UCAV)
في الوقت الحاضر، لسلاح الجو التركي الطائرات بدون طيار تعمل ذكر مثل أنكا TAI، ومالك الحزين وIAI I - ER قرسة.
وبصرف النظر عن القيام بمهام استطلاعية، ويمكن أيضا TAI أنكا وهيرون IAI يتم تكوينه كما UCAVs من خلال استخدام مثل هذه الصواريخ، وهيلفاير AGM - 114 وCirit Roketsan.
سيكون للقوات الجوية التركية بشراء أيضا ستة MQ - 1 بريداتور [40] وأربعة MQ - 9 ريبر [41] ذكر UAV / UCAVs في الأجل القصير.

### الأقمار الصناعية
تركيا تعتزم شراء عسكرية جديدة / الأقمار الاستخبارات في المدى القصير. وتشمل هذه 0.8m قرار استطلاع الأقمار الصناعية (مشروع غوكتورك - 1) للاستخدام من قبل القوات المسلحة التركية وقرار 2M استطلاع الأقمار الصناعية (مشروع غوكتورك - 2) للاستخدام من قبل منظمة المخابرات الوطنية التركية. حاليا غوكتورك - 2 التي تنتجها الصناعات الجوية التركية، في حين غوكتورك - 1 في مرحلة العطاء. بعض الأجزاء الكهربائية الضوئية التي مطلوبة من أجل غوكتورك - 1 الساتلية (0.8m القرار) هي خارج التكنولوجية TAI في الدراية، وبالتالي يجري البحث عن شريك أجنبي. كانت العروض الرسمية للمشروع أي ايه دي اس استريوم (المملكة المتحدة) وOHB - System (ألمانيا) وتيليسباتزيو (إيطاليا)، [42]، وفازت بالعقد من قبل تيليسباتزيو إيطاليا [43].

### درع الدفاع الصاروخي ضد الصواريخ الباليستية
Havelsan تركيا وبوينغ الولايات المتحدة يتشاركا في عملية تطوير الجيل القادم، من درع الدفاع الصاروخي. ومن المتوقع أن يتم استخدام هذا النظام من قبل الولايات المتحدة وتركيا والدول الأخرى الأعضاء في حلف شمال الأطلسي. [44] [45] [46]

### إنتاج طائرة حربية محلية تحل محل الـ F16S
أوضح «مراد بيار»، مستشار الصناعات الدفاعية التركي، أن بلاده تعمل في الوقت الراهن على إنتاج طائرة حربية. جاء ذلك في في كلمة ألقاها بيار بمناسبة افتتاح مؤتمر الطيران العالمي وعلوم الفضاء، المنظم من قبل الأكاديمية الحربية، في مدينة إسطنبول التركية. وأضاف أن الطائرة الحربية التي تعمل تركيا على إنتاجها، ستحل محل طائرات الـ «أف 16»، مشيرا إلى أن مؤسسة الصناعات الدفاعية التي تهدف من خلال ذلك المشروع إكساب الطائرة قدرات عملياتية، تركز في هذه الفترة على صناعة نموذج عن الطائرة. وأشار «بيار»، في معرض رده على أسئلة بعض الصحفيين، أن مؤسسة الصناعات الدفاعية، تخطط منذ السنة الماضية من أجل البدء بمشروع إنتاج طائرة حربية وطنية، وأنها ستعمل على إنتاجها خلال عامين وستدخل الخدمة بحلول عام 2023. ونوه «بيار»، أن المؤسسة ستنهي نهاية العام الحالي التصميم المفاهيمي للمشروع، لتقدمه بعد ذلك إلى لجنة المتابعات الدفاعية، بغية زيادة تطويرها وإطلاقها في الذكرى المئوية لتأسيس الجمهورية التركية.

## الهيكل التنظيمي
- المقر، أنقرة

رئيس هيئة الأركان العامة التركية: العام اسيك Koşaner
قائد سلاح الجو التركي: الجنرال حسن أكساي
- 1 التكتيكي قيادة سلاح الجو، اسكيشهر
  - 1 قاعدة جيت الرئيسية قيادة الفريق، اسكيشهر
    - F-4E/2020 المنهي
    - F-4E/TM فانتوم الثانية
    - RF-4E/TM فانتوم الثانية
    - CN - 235M - 100 وAS - 532 كوغار Mk.1

  - 3 قاعدة جيت الرئيسية قيادة الفريق، قونية
    - F - 16C / D فالكون
    - F - 4E 2020 المنهي
    - مقاتلة F - 5 ألف باء الحرية / 2000
    - B - 737-700 AEW & C MESA
    - AS - 532 كوغار Mk.1

  - 4 قاعدة جيت الرئيسية قيادة الفريق، اكينسي، أنقرة
    - F - 16C / D فالكون

  - 6 قاعدة جيت الرئيسية قيادة الفريق، بانديرما
    - F - 16C / D فالكون
    - AS - 532 كوغار Mk.1

  - 9 قاعدة جيت الرئيسية قيادة الفريق، باليكيسير
    - F - 16C / D فالكون
    - AS - 532 كوغار Mk.1

  - 15 قاعدة صواريخ قيادة الفريق، إسطنبول
  - الاحتياطي قاعدة الجوية، أخيسار، دالامان، أفيون، كورلو
- 2 القوة الجوية التكتيكية أوامر، دياربكر
  - 5 قاعدة جيت الرئيسية قيادة الفريق، مرزيفون، أماسيا
    - F - 16C / D فالكون
    - AS - 532 كوغار Mk.1

  - 7 قاعدة جيت الرئيسية قيادة الفريق، Erhaç، ملاطية
    - F - 4E 2020 المنهي
    - F - 4E فانتوم الثانية
    - AS - 532 كوغار Mk.1

  - 8 قاعدة جيت الرئيسية قيادة الفريق، دياربكر
    - F - 16C / D فالكون
    - CN - 235M - 100 وAS - 532 كوغار Mk.1

  - قاعدة مركبة جوية بدون طيار قيادة الفريق، باتمان
    - أنكا
    - هيرون
    - هاربي
    - I - ER قرسة

  - قاعدة 10 ناقلة الأوامر، أضنة
    - KC - 135R Stratotanker

  - الاحتياطي قاعدة الجوية، باتمان، [مس]، آغري، سيفاس، أرضروم
- طاقم قيادة القوات الجوية الشعبة
  - النقل الجوي 11th الرئيسية قيادة قاعدة، أتيمسغوت، أنقرة
    - CASA CN - 235
    - سيسنا سايتيشن | سيسنا سايتيشن السابع
    - سيسنا سايتيشن | سيسنا سايتيشن الثاني (CE - 550)، *** غلف ستريم IV - SP
    - 3 CASA CN - 235 (T) طائرة الإسعاف

  - النقل الجوي الرئيسية 12TH قيادة قاعدة، Erkilet، قيصري
    - C - 130 هيركوليز
    - C - 160 ترانسال
    - CASA CN - 235 (T)
- قيادة التدريب الجوي، غازي أمير، ازمير
  - 2 قاعدة جيت الرئيسية قيادة الفريق، تشلي، ازمير
    - T - 38A تالون (Tekamül Eğitim Filosu)
    - KT - 1، T - 37B / C تويت (تيميل Eğitim Filosu - T - 37B / C
    - SF - 260D (Başlangıç Eğitim Filosu
    - CN - 235M - 100 ومن طراز UH - 1H الإيروكوا

  - سلاح الجو أكاديمية القيادة
  - سلاح الجو المدارس الفنية وقيادة مركز التدريب
  - مدرسة اللغة الجوية والطيارين قيادة اللواء التدريب غازي أمير، ازمير
- الجوي اللوجستية قيادة أتيمسغوت، أنقرة
  - التموين والصيانة الجوية 1 مركز القيادة، اسكيشهر
  - التموين والصيانة للطيران 2 مركز القيادة، قيصري
  - التموين الجوي 3 وصيانة مركز القيادة، أنقرة
  - متحف الهواء الأوامر، إسطنبول

هذه الأوامر تتكون من:-
- 19 مكافحة أسراب
- 1 الاستطلاع سرب
- 6 التدريب أسراب
- 6 نقل أسراب
- 1 ناقلات سرب
- 8 بالمتر إلى جو (SAM) أسراب

## معدات
اعتبارا من 2010—2011، وفقا لFlightglobal لسلاح الجو التركي يعمل 798 طائرة [48] بالإضافة إلى ذلك، تعمل TuAF 154 طائرات بدون طيار (الطائرات).

### الطائرات المستخدمة حاليا
| إف-16               | الولايات المتحدة/ تركيا   | Multirole Fighter                               | F-16CF-16D                                     | 172 48 | All Block 30-40-50-50+ aircraft. 30 more Block 50+ on order.Two-seater advanced training aircraft with combat capabilities.          |
| إف-4 فانتوم الثانية | الولايات المتحدة/ إسرائيل | Multirole Fighterطائرة استطلاعMultirole Fighter | F-4E TerminatorF-4E ŞimşekRF-4EF-4E Phantom II | 157    | Modernized by شركة صناعات الفضاء الإسرائيلية for increased ground attack capabilities.Modernized by TAI.For reconnaissance.Obsolete. |
|                     |                           |                                                 |                                                | 377    | |

| Aircraft                                                 | Origin                                                   | Role                                                     | Versions                                                 | In service                                               | Notes                                                    |                                                          |
| طائرة استطلاع، AEW, Communications & ‏ التزود بالوقود جوا | طائرة استطلاع، AEW, Communications & ‏ التزود بالوقود جوا | طائرة استطلاع، AEW, Communications & ‏ التزود بالوقود جوا | طائرة استطلاع، AEW, Communications & ‏ التزود بالوقود جوا | طائرة استطلاع، AEW, Communications & ‏ التزود بالوقود جوا | طائرة استطلاع، AEW, Communications & ‏ التزود بالوقود جوا | طائرة استطلاع، AEW, Communications & ‏ التزود بالوقود جوا |
| -------------------------------------------------------- | -------------------------------------------------------- | -------------------------------------------------------- | -------------------------------------------------------- | -------------------------------------------------------- | -------------------------------------------------------- | -------------------------------------------------------- |
| سي أن-235                                                | إسبانيا                                                  | طائرة استطلاع                                            | CN-235                                                   | 1                                                        |                                                          |                                                          |
| سي أن-235                                                | إسبانيا                                                  | Early Warning                                            | CN-235                                                   | 1                                                        |                                                          |                                                          |
| غلف ستريم جي 550                                         | الولايات المتحدة                                         | Communications                                           | جي 550                                                   | 2                                                        |                                                          |                                                          |
| بوينغ 737 (AEW&C)                                        | الولايات المتحدة                                         | Airborne Early Warning                                   | 737                                                      | 0                                                        | 4 on order.                                              |                                                          |
| بوينغ كيه سي -135                                        | الولايات المتحدة                                         | التزود بالوقود جوا                                       | KC-135                                                   | 7                                                        |                                                          |                                                          |
|                                                          |                                                          |                                                          |                                                          | 11                                                       |                                                          |                                                          |

| Aircraft         | Origin                  | Role               | Versions         | In service       | Notes                                          |                  |
| طائرة نقل عسكرية | طائرة نقل عسكرية        | طائرة نقل عسكرية   | طائرة نقل عسكرية | طائرة نقل عسكرية | طائرة نقل عسكرية                               | طائرة نقل عسكرية |
| ---------------- | ----------------------- | ------------------ | ---------------- | ---------------- | ---------------------------------------------- | ---------------- |
| سي-130           | الولايات المتحدة/ تركيا | Tactical Transport | C-130B/E         | 13               | Modernized by TAI under the 'Erciyes' program. |                  |
| ترانساول سي-160  | ألمانيا/ تركيا          | Tactical Transport | C-160T           | 27               | Modernized by TAI.                             |                  |
| سي أن-235        | إسبانيا/ تركيا          | Tactical Transport | CN-235M-100      | 41               | Built by TAI.                                  |                  |
|                  |                         |                    |                  | 81               |                                                |                  |

| Aircraft            | Origin                     | Role        | Versions    | In service | Notes                                                                            |
| ------------------- | -------------------------- | ----------- | ----------- | ---------- | -------------------------------------------------------------------------------- |
| نورثروب تي-38 تالون | الولايات المتحدة · تركيا   | طائرة تدريب | T-38A Talon | 66         | Modernized by TAI under the 'Arı' modernization program.                         |
| إف-5                | الولايات المتحدة · إسرائيل | طائرة تدريب | F-5B        | 86         | Modernized by IAI with F-16 style cockpit controls. Limited combat capabilities. |
| سيسنا تي-37 تويت    | الولايات المتحدة/ تركيا    | طائرة تدريب | T-37 Tweet  | 59         | Will be phased out.                                                              |
| إرماتشي إس إف 260   | إيطاليا/ تركيا             | طائرة تدريب | SF-260D     | 37         | Built by TAI.                                                                    |
|                     |                            |             |             | 248        |                                                                                  |

| Aircraft             | Origin           | Role                     | Versions            | In service | Notes         |         |
| مروحيةs              | مروحيةs          | مروحيةs                  | مروحيةs             | مروحيةs    | مروحيةs       | مروحيةs |
| -------------------- | ---------------- | ------------------------ | ------------------- | ---------- | ------------- | ------- |
| يوروكوبتر إيه إس 532 | فرنسا/ تركيا     | Utility Helicopter       | AS 532UL Cougar Mk1 | 19         | Built by TAI. |         |
| يو إتش-1 إركويس      | الولايات المتحدة | Light Utility Helicopter | UH-1H               | 62         |               |         |
|                      |                  |                          |                     | 81         |               |         |

| Aircraft                            | Origin           | Role                                                                                        | Versions        | In service      | Notes                                         |                 |
| طائرة بدون طيار                     | طائرة بدون طيار  | طائرة بدون طيار                                                                             | طائرة بدون طيار | طائرة بدون طيار | طائرة بدون طيار                               | طائرة بدون طيار |
| ----------------------------------- | ---------------- | ------------------------------------------------------------------------------------------- | --------------- | --------------- | --------------------------------------------- | --------------- |
| GNAT 750 ‏                           | الولايات المتحدة | RSTA MALE UAV                                                                               | -               | 6               |                                               |                 |
| I-GNAT ER ‏                          | الولايات المتحدة | RSTA MALE UAV                                                                               | -               | 16              |                                               |                 |
| إم كيو-1 بريداتور                   | الولايات المتحدة | RSTA، حرب إلكترونية and استخبارات الإشارات MALE UAV/مركبة قتال جوي بدون طيار                | -               | 1               | 5 more on order                               |                 |
| إم كيو-9 ريبر                       | الولايات المتحدة | RSTA، حرب إلكترونية and استخبارات الإشارات منصة عالية الارتفاع UAV/مركبة قتال جوي بدون طيار | -               | 4               |                                               |                 |
| آر کیو 7 شادو                       | الولايات المتحدة | RSTA UAV                                                                                    | -               | 6               |                                               |                 |
| هيرون                               | إسرائيل          | RSTA، حرب إلكترونية and استخبارات الإشارات MALE UAV/مركبة قتال جوي بدون طيار                | -               | 10              |                                               |                 |
| الملاحة الجوية المحدودة الإسرائيلية | إسرائيل          | Tactical RSTA and مضاد إلكتروني UAV                                                         | -               | 3               |                                               |                 |
| طائرة هاربي                         | إسرائيل          | Mini UAV (Attack Drone)                                                                     | -               | 107             | One of them was used during military exercise |                 |
| تي إيه أي أنكا                      | تركيا            | RSTA، حرب إلكترونية and استخبارات الإشارات MALE UAV/مركبة قتال جوي بدون طيار                | -               | 1               | 9 more to be delivered                        |                 |
|                                     |                  |                                                                                             |                 | 154             |                                               |                 |

### الأسلحة الدفاع الجوي
| Weapon                 | Origin                 | Role                            | Versions                                      | In service                   | Notes                                                        |                        |
| Surface to Air Weapons | Surface to Air Weapons | Surface to Air Weapons          | Surface to Air Weapons                        | Surface to Air Weapons       | Surface to Air Weapons                                       | Surface to Air Weapons |
| ---------------------- | ---------------------- | ------------------------------- | --------------------------------------------- | ---------------------------- | ------------------------------------------------------------ | ---------------------- |
| MIM-14                 | USA                    | Long Range Air Defense Weapon   | Nike-Hercules                                 | 72 Missiles                  | To be phased out.                                            |                        |
| إم آي إم-23 هوك        | USA                    | Medium Range Air Defense Weapon | Hawk XXI                                      | 48 Fire Unit with 16 Battery | -                                                            |                        |
| Rapier missile         | بريطانيا العظمى/ تركيا | Medium Range Air Defense Weapon | Rapier FSB1                                   | 86 Battery                   | Produced under license by روكيستان لصناعة الصواريخ والتجارة. |                        |
| أسلسان                 | تركيا                  | Short Range Air Defense Weapon  | Zıpkın Variant Mounted on Land Rover Defender | 32 Battery                   | Produced under license by Roketsan.                          |                        |
| ستينغر                 | USA/ تركيا             | MANPADS                         | -                                             | 108 Launcher                 | Produced under license by Roketsan.                          |                        |

### الخطط المستقبلية
| Aircraft                              | Origin                     | Role                             | Versions                  | Planned                     | Notes |
| ------------------------------------- | -------------------------- | -------------------------------- | ------------------------- | --------------------------- | --- |
| لوكهيد مارتن إف-35 لايتنيغ الثانية    | USA/ تركيا                 | Stealth multirole fighter        | F-35A                     | 116                         | Turkey signed a مذكرة تفاهم to purchase an initial batch of 116 F-35A aircraft. The center fuselages of the Turkish F-35s will be produced in Turkey. After 2013, TAI will also produce 100% of the Turkish F-35s under license from the Lockheed Martin Corporation. |
| إيرباص إيه 400إم                      | European Union/ تركيا      | Strategic Transport Aircraft     | A400M                     | 10                          | TAI is a production share partner which will design and produce the centre fuselages, hatches and other parts. |
| B-737-700 AEW&C MESA                  | USA                        | AWACS                            | -                         | 4                           | To be delivered in 2011 under the 'Peace Eagle' program. |
| صاروخ سوم                             | تركيا                      | صاروخ جوال                       | Air-to-surface صاروخ جوال | -                           | Range: 180 km. The SOM missile has been integrated for use on TAI produced Turkish Air Force F-16 Fighting Falcon (CCIP and Block 50) and Turkish Air Force operated F-4E 2020.                                                                                       |
| TAI Hürkuş                            | تركيا                      | Basic Trainer Aircraft           | TAI Hürkuş                | 4 prototypes                | The first prototypes are planned to be completed in 2010.[بحاجة لمصدر] |
| KT-1                                  | كوريا الجنوبية             | Basic Trainer Aircraft           | KT-1T                     | 40+15 optional[بحاجة لمصدر] | - |
| تي إيه أي أنكا                        | تركيا                      | MALE UAV                         | Anka-A and Anka-B         | 10 + 30 option              | Prototype of the Anka-A UAV is ready. The Anka-B UCAV will be armed with missiles.[بحاجة لمصدر] |
| إم كيو-1 بريداتور[بحاجة لمصدر]        | USA                        | MALE UAV[بحاجة لمصدر]            | -                         | 6                           | - |
| إم كيو-9 ريبر                         | USA                        | MALE مركبة قتال جوي بدون طيار    | -                         | 4                           | Aircraft and three command centers will be delivered. |
| Long Range Air Defense System Project | USA/ روسيا/ الصين/ إيطاليا | Air Defense Weapons[بحاجة لمصدر] |                           | 4 Battery/16 Fire Units     | Turkey will choose either the إم آي إم-104 باتريوت، أس - 400 ترايمف، اتش كيو-9 or يوروسام. |
| TFX                                   | تركيا                      | Stealth Multirole fighter        | Conceptual design phase   | -                           | Defence Industry Executive Committee (SSIK) decided to build national fighter jet on 15 December 2010. USD 20 millions were allocated for 2-year conceptual design phase that will be performed by TUSAŞ.                                                             |

## الوجاهات
- وكانت صبيحة كوكجن أول طيارة امرأة تركية وطيار المقاتلة. انضمت لسلاح الجو التركي في عام 1936 وفي عام 1937 شاركت في العملية العسكرية لإخماد ثورة درسيم، وبذلك أصبحت الأولى في العالم القوة الجوية قائدة الطائرة من ذوي الخبرة المعركة. طوال حياتها المهنية في سلاح الجو التركي [بحاجة لمصدر]، والتي استمرت حتى عام 1964، طار كوكجن 22 أنواع مختلفة من الطائرات لأكثر من 8000 ساعة، 32 منها قتالية فعلية والبعثات القصف. [62] وقد اختيرت بوصفها فقط الإناث التجريبية لملصق «الطيارون 20 أعظم في التاريخ» نشرتها قوة الجوية للولايات المتحدة في عام 1996. [62] [بحاجة لمصدر]
- وقدمت تركيا 18 F - 16S لحملة منظمة حلف شمال الأطلسي ضد صربيا خلال عملية القوات المتحالفة في عام 1999. من هذه، كانت متمركزة 11 TAI الصنع من طراز F - 16S في قاعدة حلف شمال الأطلسي في أفيانو، إيطاليا، في حين استندت 7 دول أخرى في أنقرة، تركيا. وكانت كلها مجهزة قنابل موجهة بالليزر باستخدام نظام الملاحة والتصويب الليلي بالأشعة تحت الحمراء (LANTIRN). وقد جابت طائرات تركية المجال الجوي سابقا البلقان، وتوفير الحماية لمهاجمة الطائرات. خلال هذه الحملة الجوية الحليفة، TAI الصنع من طراز F - 16S رقما قياسيا CAP العالم من خلال القيام بدوريات لمدة 9 ساعات و22 دقيقة فوق مسرح البلقان. عادة، والبعثات CAP مشاركة ما بين 3 إلى 4 ساعات. [بحاجة لمصدر]
- في ديسمبر 2007، بدأ سلاح الجو التركي عملية شمال العراق، والتي استمرت حتى نهاية شباط 2008، لتصبح في نهاية المطاف جزءا من العملية أحد. في المرحلة الأولى من هذه العملية، في 16 ديسمبر 2007، استخدمت TuAF مافريك AGM - 65 وAGM - 142 بوباي / هل قيلولة أثناء القصف ليلة للمرة الأولى. [بحاجة لمصدر]

## وصلات خارجية
- تتضمن هذه المقالة مواد في الملكية العامة خاصة في CIA World Factbook - "2004 edition".
- Official Turkish Armed Forces Website
- Official Turkish Air Force Website
- Istanbul Technical University Faculty of Aeronautics and Astronautics